# Ярмолич, Сергей Фёдорович
Сергей Фёдорович Ярмолич (27 ноября 1963 или 27 ноября 1964 или 27 февраля 1963, Карельская АССР, РСФСР, СССР) — советский и украинский футболист, защитник.

## Карьера
Воспитанник ДЮСШ Коммунарска (тренер Г. Чернощеков), выпускник ворошоловградского спортинтерната (тренер В. Р. Шиханович). Первая команда мастеров — «Цемент» Новороссийск из второй лиги, за которую в 1982—1983 годах Ярмолич провёл 58 игр, забил 4 мяча. В 1984—1990 годах за ворошиловградскую «Зарю» в первой и второй лигах сыграл 272 матча, забил 22 гола, в 1987—1988, 1990 годах был капитаном команды. В 1991 году провёл в высшей лиге 16 матчей за «Металлург» Запорожье. В первом чемпионате Украины за «Зарю»-МАЛС сыграл 17 матчей, после чего уехал в Германию, где выступал за клуб Оберлиги «Ваккер» (Нордхаузен).
В 1994 году вернулся на Украину, выступал за клубы «Заря»-МАЛС (1994, 1995), «Металлург» Запорожье (1994), «Динамо» Луганск (1994—1995, вторая лига), «Авангард-Индустрия» Ровеньки (1996), «Металлург» Мариуполь (1996—1997). В августе 1995 провёл два матча в российской высшей лиге за новороссийский «Черноморец», в 1998 году — один матч во второй белорусской лиге за «Неман» Мосты, в 1999 играл за клуб второго финского дивизиона «Каяанин Хака».
Позже играл за любительские клубы Украины («Эллада-Энергия» Луганск (1999), «Шахтёр» Свердловск (2002—2003), «Независимость» Беловодск (2006) и России («Урожай» Чертково (2000), «Мир-Донгаздобыча» Сулин (2001—2002, 2003, 2005—2006; в 2006—2007 годах работал тренером).

## Достижения
- Чемпион УССР: 1986